# École Centrale de Nantes
École Centrale de Nantes er et fransk ingeniør-institut tilknyttet France AEROTECH. 
Instituttet blev oprettet i 1919 (Institut polytechnique de l'Ouest) i 1947 (École nationale supérieure de mécanique de Nantes) og har i dag omkring 2000 studerende. 

## Internationalt samarbejde
École Centrale de Nantes-samarbejdsuniversiteter:
- Top Industrial Managers for Europe (TIME): Danmarks Tekniske Universitet (DTU), École Centrale de Nantes[3]